# Ellen Wong
Ellen Wong (Scarborough, 13 gennaio 1985) è un'attrice canadese, conosciuta principalmente per il ruolo di Knives Chau nel film Scott Pilgrim vs. the World.

## Biografia
Inizia a lavorare in diverse produzioni televisive all'età di 14 anni. In seguito studia alla Ryerson University e nel 2005 prende parte alla serie televisiva Alla corte di Alice, seguita l'anno successivo da Runaway - In fuga. Appare in seguito nella serie televisiva National Museum - Scuola di avventura. Studia inoltre taekwondo, arte marziale che l'aiuterà nel ruolo di Knives Chau in Scott Pilgrim vs. the World.

## Filmografia parziale

### Attrice

#### Cinema
- Scott Pilgrim vs. the World, regia di Edgar Wright (2010)
- Silent Night, regia di Steven C. Miller (2012)
- The Void - Il vuoto (The Void), regia di Steven Kostanski e Jeremy Gillespie (2016)
- The Circle, regia di James Ponsoldt (2017)
- L'ultimo libro (Best Sellers), regia di Lina Roessler (2021)

#### Televisione
- Combat Hospital – serie TV, 12 episodi (2011)
- The Carrie Diaries – serie TV (2013-2014)
- Castle – serie TV, episodio 7x17 (2015)
- Dark Matter - serie TV (2016)
- GLOW – serie TV (2017-2019)

### Doppiatrice
- Scott Pilgrim - La serie (Scott Pilgrim Takes Off) - serie animata (2023)

## Doppiatrici italiane
Nelle versioni in italiano delle opere in cui ha recitato, Ellen Wong è stata doppiata da:
- Valentina Favazza in Scott Pilgrim vs. the World, Scott Pilgrim - La serie, Castle
- Joy Saltarelli in The Carrie Diares
- Valeria Vidali in GLOW
- Roisin Nicosia in Condor
- Annalisa Usai in The void - il vuoto
- Veronica Puccio ne L'ultimo libro
- Simona Chirizzi in Silent Night